# Luis Deltell
Luis Deltell Escolar (Madrid, 1977) é um diretor de cinema e professor espanhol.

## Biografia
Luis Deltell é doutor em Comunicação Audiovisual pela Universidade Complutense de Madrid. Recebeu o Premio Extraordinario em 2002 e o Premio Joven de Investigación y Comunicación, Fundación General de la Universidad Complutense de Madrid 2003. Também obteve a bolsa de Investigación Doctoral en Humanidades na Fundación Residencia de Estudiantes - CSIC concedida pela prefeitura de Madrid; a bolsa de Investigación Predoctoral da Fundación del Instituto de Crédito Oficial - Ministerio de Economía y Hacienda de España, para o estudo da arte contemporânea em Madrid, 2003-2005. Também recebeu a bolsa de pós-doutorado do Ministerio de Asuntos Exteriores de España na Real Academia Española em Roma, Itália, 2005. Foi professor visitante da Universidade de Stanford (EUA) em 2006 e também obteve a bolsa para professores e pesquisadores da Fundación del Amo para colaborar com a Universidade de Stanford durante seis meses entre 2009 e 2010. Realizou estâncias e intercâmbios de professores nas universidades de Bérgamo, Sapieza, Sorbonne, Stanford e Cairo.
Começou a realizar seus primeiros curtas-metragens na ECAM (Escuela de Cinematografía y del Audiovisual de la Comunicadad de Madrid). Dessa época de estudantes datam os curtas ¨Ana duerme¨ (2003) e ¨El primer triunfo sentimental de Gonzalo Arcilla¨ (2005). Logo, para a produtora Enigma Films dirigiu ¨Di algo¨ (2004) e ¨Corre, Adrián¨ (2005).
Depois desse período de formação, começou a trabalhar na Universidade Complutense de Madrid como professor de história do cinema e de direção cinematográfica, onde continua dando aulas e pesquisando sobre redes sociais e audiências, cinema ibero-americano e novas tendências artísticas.
Em 2005 fundou em Madrid a produtora Gozne.
Em 2007 dirgiu seu primeiro documentário em formato cinematográfico, País soñado, uma análise construída por muitas migrações: os emigrantes espanhóis que viveram e trabalharam na Europa no anos 60 e 70 e falam e compartem suas experiências com os imigrantes atuais que residem em Espanha.
Em 2008 dirigiu En la ciudad perdida, um curta-metragem documental sobre a cidade de Madrid no cinema espanhol da década de cinquenta e foi pré-selecionado para os prêmios Goya de 2010. Em 2015, dirigiu junto com  Miguel Álvarez-Fernández o documentário dedicado à vida e obra de Isidoro Válcarcel Medina, titulado No escribiré arte com mayúscula. Com este último dirigiu e estreou em 2019 o curta-metragem Un diálogo circunstancial.

## Filmografia
Documentários
- No escribiré arte con mayúscula (2014). Co-diretor e co-roteirista, junto com Miguel Álvarez-Fernández.

Curtas-metragens
- Ana duerme (2003). Diretor e roteirista.
- Di algo (2004). Diretor e roteirista.
- Corre, Adrián (2005). Diretor e roteirista
- El primer triunfo sentimental de Gonzalo Arcilla (2005). Diretor.
- País soñado (2007). Ayudante de dirección.
- En la ciudad perdida (2008). Diretor e roteirista
- Un diálogo circunstancial (2019). Co-diretor (2019)

## Publicações
Livros
- Madrid en el cine de la década de los cincuenta (Luis Deltell), 2006, Ayuntamiento de Madrid – Fundación Caja Madrid, Madri. ISBN 84-96102-27-0.
- Breve Historia del Cine (Luis Deltell, Juan García Crego y Mercedes Gervilla), 2009, Editorial Fragua, Madri. ISBN 8470742973
- Porfolio de la Historia de España (Luis Deltell), 2012, Universidad Complutense/ Universidad de El Cairo, Madri.
- ¡Bienvenido, MISTER MARSHALL! Sesenta años de historias y leyendas ( Eduardo Rodríguez Merchán y Luis Deltell) 2013, T&B Editores, Madri. ISBN 8415405626
- Juan Antonio Porto, un guionista de la vida (Alfonso Puyal y Luis Deltell, coords.), 2014, Fragua, Madri. ISBN 9788470746314
- Campanas a medianoche (Luis Deltell y Jordi Masó, editores), 2016, Editorial StockCero, Miami.[6][7] ISBN 978-1-934768-85-3
- La mirada mecánica. 17 ensayos sobre la imagen fotográfica (Juan Carlos Alfeo y Luis Deltell, eds.), 2016, Editorial Fragua, Madrid. ISBN 9788470746802

Capítulos de livros
- “Marqués de Leguineche & son Análisis de La escopeta nacional, Patrimonio Nacional, Nacional III y de los proyectos cinematográficos Nacional IV y ¡Viva Rusia!” (Luis Deltell) em Luis García Berlanga: de Villar del Río a Tombuctú (ed: Federico García Serrano) 2011, CAVP1 UCM, Madri. ISBN 84-6952958-7
- Historia del Cine, Emilio C. García Fernández (coordenador). Capítulos 5 (Luis Deltell y Emilo C. García Fernández) y 6, Madrid, Editorial Fragua, 2011. ISBN 9788470744044
- Compliments, flattery, flirtatious comment and praise as face-enhancing acts: Terminological review (2014). Hernández Toribio, María Isabel y Luis Deltell
- Compliments across languages, cultures and media(2014). Em A. Baczkowska and M.E. Placencia (eds.)
- “Enjambre y urdimbre en Twitter: Análisis de la audiencia social de los Premios Goya 2015” (co-escrito com Florencia Claes e MariLuz Congosto) em: La participación de la audiencia en la televisión: de la audiencia activa a la social (Natalia Quintas-Froufe y Ana González-Neira coords.), 2015, AIMC, Madrid.

Artigos em revistas científicas
- Claes, Florencia; Deltell, Luis (1 de noviembre de 2014). Museos sociales. Perfiles museísticos en Twitter y Facebook 2012-2013. El profesional de la información, 23 (6): 594-602. Arquivado do original no dia 24 de agosto de 2015. Consultado em 5 de janeiro de 2017.
- Audiência social versus audiência creativa, caso de estúdio Twitter. Estúdios sobre el mensaje periodístico, Vol, 20, Núm. 1. Págs. 33-47.
- Imagen y pensamiento en el videoarte portugués actual. Cinema: Journal of Philosophy and Moving Image. 5 (2014). Págs. 175-188.
- Deltell, Luis (2016). Víctor Erice en la Escuela Oficial de Cinematografía. Elogio de la incomunicación. Área Abierta 16 (2): 55-69. ISSN 1578-8393.
- Deltell, Luis; Clemente Mediavilla, Jorge (2016). Productoras españolas en la red. Actividad en Twitter y Facebook. Estudios sobre el Mensaje Periodístico 2 (2): 969-980. ISSN 1134-1629.
- Deltell, Luis; García Crego, Juan (2015). Límites del lenguaje cinematográfico en el cine experimental durante el tardofranquismo. Escritura e imagen (11): 65-76. ISSN 1885-5687.
- Deltell, Luis (2015). [La mujer como sujeto]. Signa: Revista de la Asociación Española de Semiótica (24): 293-306. ISSN 1133-3634.